# Cantonul La Tour-d'Auvergne
Cantonul La Tour-d'Auvergne este un canton din arondismentul Issoire, departamentul Puy-de-Dôme, regiunea Auvergne, Franța.

## Comune
- Bagnols
- Chastreix
- Cros
- Picherande
- Saint-Donat
- Saint-Genès-Champespe
- La Tour-d'Auvergne (reședință)
- Trémouille-Saint-Loup